# Piiri (Muhu)
Piiri is een plaats in de Estlandse gemeente Muhu, provincie Saaremaa. De plaats heeft de status van dorp (Estisch: küla).

## Bevolking
Het dorp had 40 inwoners op 31 december 2011 en 39 inwoners op 31 december 2021.

## Ligging
Piiri ligt aan de Põhimaantee 10, de hoofdweg van Risti via Virtsu en Muhu naar Kuressaare.

## Geschiedenis
Piiri ontstond pas in de late 19e eeuw als dorp op het landgoed van Nurme, een kroondomein, dat in dezelfde periode werd opgedeeld onder  de boeren die erop werkten.
Tussen 1977 en 1997 maakte het buurdorp Vanamõisa deel uit van Piiri.